# Selve-Brunnen

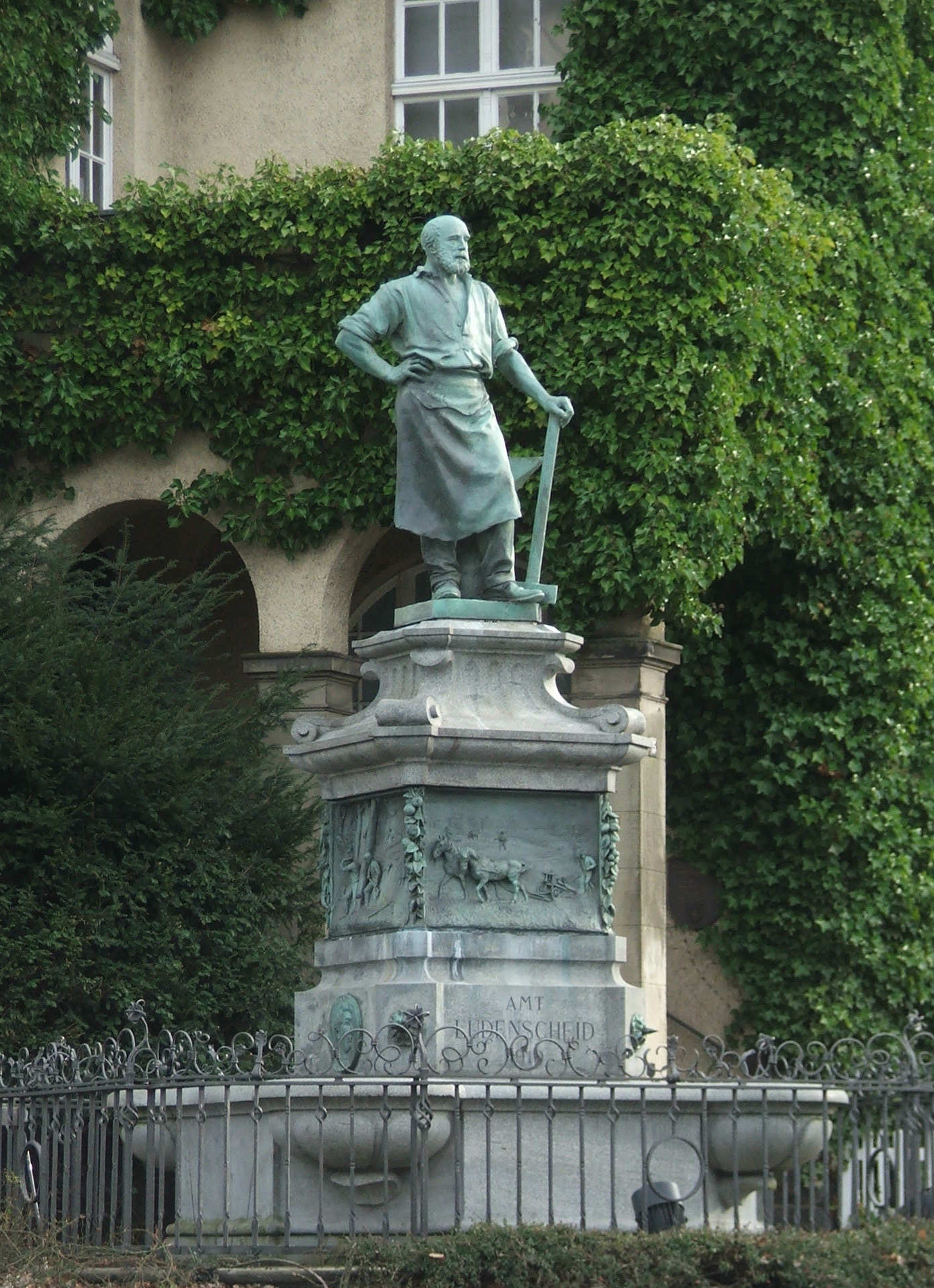
Selve-Brunnen (März 2008)

Der Selve-Brunnen ist ein Brunnen in Lüdenscheid, an der Ecke von Sauerfelder Straße und Freiherr-vom-Stein-Straße. Damit befindet er sich vor dem früheren Sitz von Amt und Landgemeinde Lüdenscheid, heute Altes Amtshaus genannt. Er wurde dem Amt Lüdenscheid von Fritz Selve gestiftet und am 12. November 1910 eingeweiht. Der Brunnen steht seit 2003 unter Denkmalschutz.
Der Brunnen wurde von dem italienischen Bildhauer Luigi Calderini entworfen und ausgeführt. Die Plastik stellt den Vater des Stifters und Gründer des Unternehmens Basse & Selve, Hermann Dietrich Selve († 11. November 1881), als Schmied dar. Der Sockel zeigt verschiedene Szenen als Reliefs. Auf der Rückseite trägt er die Inschrift:
Fritz Selve, Industrieller
geboren in Peddensiepen am 20. Januar 1849
seit 1874 Bürger von Italien
widmete diesen Monumentalbrunnen
entworfen und angefertigt in Turin, seinem Wohnsitz
dem Amt Lüdenscheid
Luigi Calderini gestaltete auch das Mausoleum von Gustav Selve, dem Bruder von Fritz Selve.